# Jakobsladder (transport)

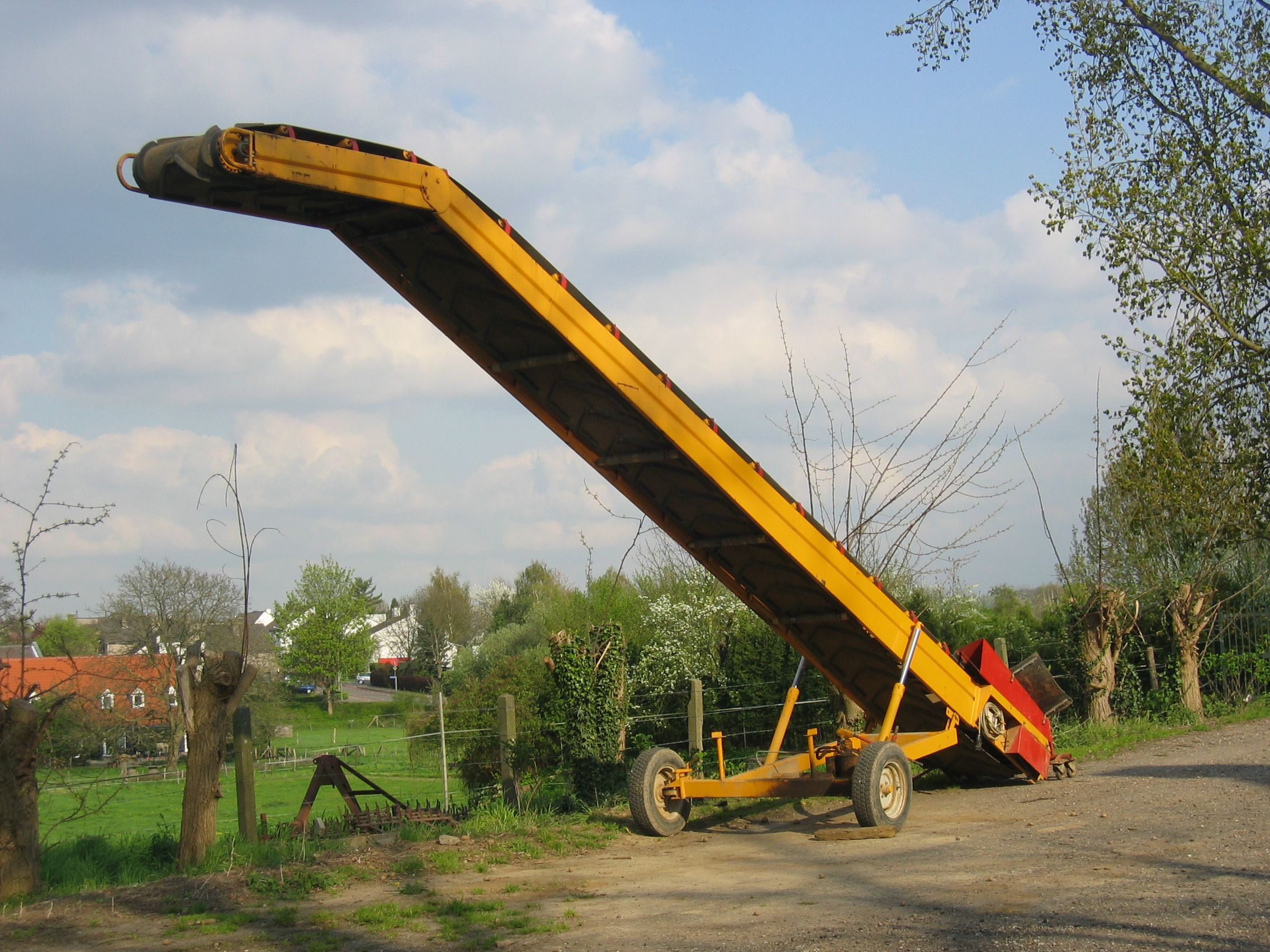
Een opvoerband zoals gebruikt om bijv. aardappelen omhoog te transporteren.

Een jakobsladder (of: opvoerband) is een vorm van een lopende band die bedoeld is om stortgoederen omhoog te transporteren. Op een jakobsladder zitten richels, schotten of bakjes (bekers) die ervoor zorgen dat het bulkgoed niet omlaag valt, rolt of schuift.
Jakobsladders worden gebruikt om schepen te lossen, graansilo's te vullen, en om vrachtwagens of voorraadschuren van bovenaf te beladen. 
Bekerelevators en emmerladders zijn de bekendste voorbeelden van industriële jakobsladders. 
De jakobsladder is genoemd naar de Bijbelse Jakobsladder.

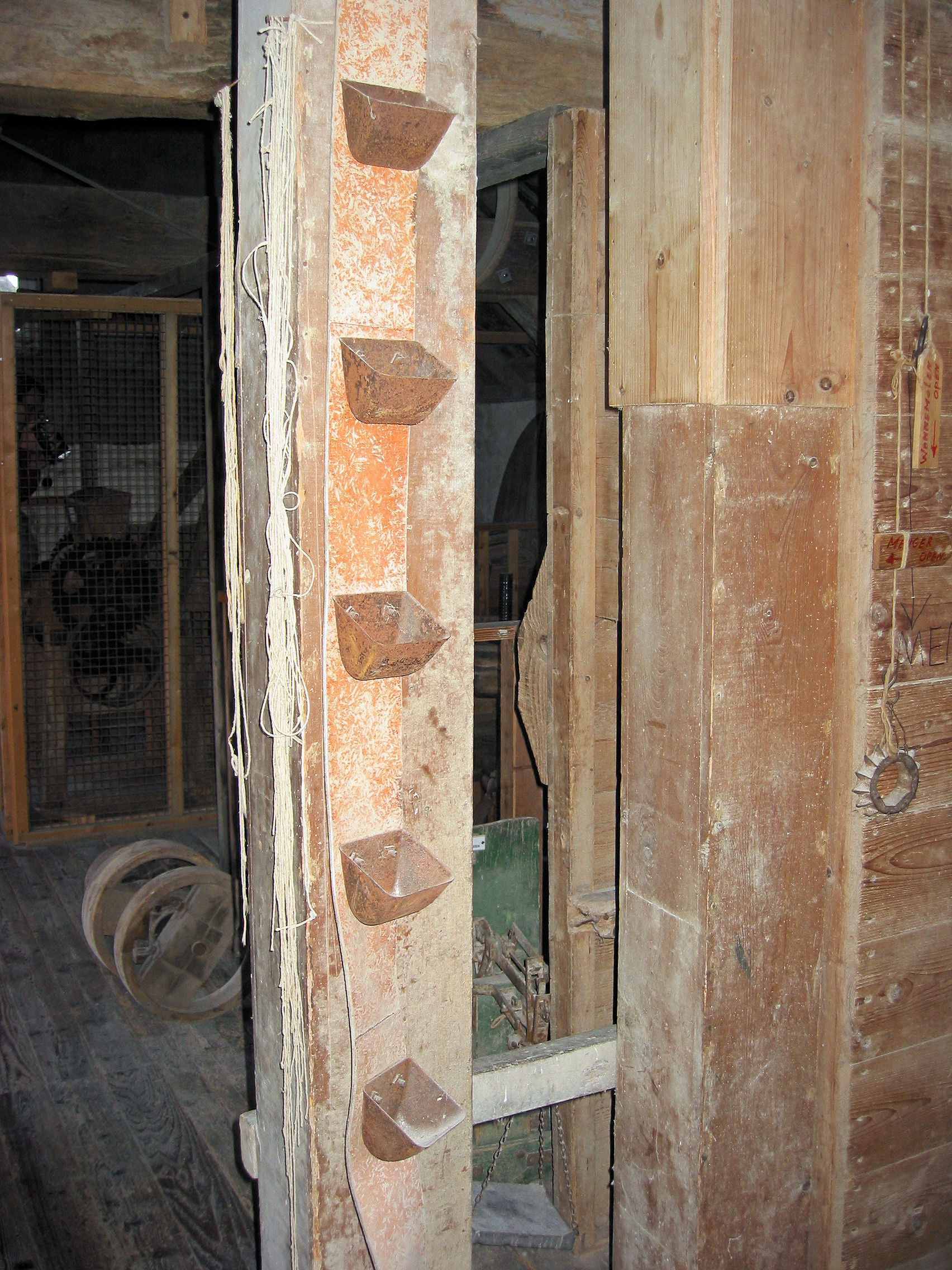
Eenvoudige open bekerelevator voor graantransport. (Venemans molen en dieselmaalderij, Winterswijk)